# Gypsophila visianii
Gypsophila visianii är en nejlikväxtart som beskrevs av Béguinot. Gypsophila visianii ingår i släktet slöjor, och familjen nejlikväxter. Inga underarter finns listade i Catalogue of Life.